# Rebeka Dremelj
Rebeka Dremelj (Brežice, 25 luglio 1980) è una cantante, modella e attrice slovena, eletta miss Slovenia nel 2001.

## Biografia
Nel 2008 ha rappresentato il proprio paese all'Eurovision Song Contest con la canzone Vrag naj vzame.
Ha recitato nel film sloveno Na svoji Vesni.

## Discografia
- 2002 - Prvi korak
- 2004 - To sem jaz
- 2005 - Pojdi z menoj